# Rigangan II
Rigangan II is een bestuurslaag in het regentschap Kaur van de provincie Bengkulu, Indonesië. Rigangan II telt 517 inwoners (volkstelling 2010).